# Musa'id bin Abd al-Aziz Al Sa'ud
Musāʿid bin ʿAbd al-ʿAzīz Āl Saʿūd (in arabo مساعد بن عبد العزيز آل سعود‎?; Riad, 26 giugno 1923 – Riad, 19 agosto 2013) è stato un principe saudita, membro della famiglia reale Al Saʿūd.
Era il dodicesimo figlio di re ʿAbd al-ʿAzīz, il fondatore dell'Arabia Saudita. Era il padre di Fayṣal b. Musāʿid che ha assassinato re Fayṣal.

## Primi anni di vita
Musāʿid nasce nel 1923, figlio dell'allora sultano del Nejd, più tardi sarebbe diventato re dell'Arabia Saudita, e di al-Jawhara bint Saʿd bin ʿAbd al-Muḥsin al-Sudayrī. Aveva due fratelli germani, Saʿd e ʿAbd al-Muḥsin e una sorella germana, al-Bandarī. Sua madre era membro della famiglia al-Sudayrī. In realtà, al-Jawhara al-Sudayrī era sposata con Saʿd bin ʿAbd al-Raḥmān, che era fratello di suo padre. Dopo la morte di Saʿd nel 1916, sposò il re ʿAbd al-ʿAzīz. Al-Jawhara era la sorella di Ḥāya al-Sudayrī, altra moglie del re e madre di diversi principi.

## Matrimonio e figli
Musāʿid ha sposato Watfa, una figlia di Muḥammad bin Ṭalāl, il 12º e ultimo emiro dell'Āl Rashīd. Il loro figlio Fayṣal bin Musāʿid è nato a Riad il 4 aprile 1944. Successivamente ha divorziato da Watfa. I figli e le figlie di Watfa erano molto più vicini ai loro parenti materni che a quelli paterni.
Nel 1966, suo figlio Khālid, che era un fervente wahhabita, è stato ucciso durante una protesta nella capitale contro l'introduzione della televisione. I dettagli della sua morte sono contrastanti. Alcuni rapporti affermano che egli è effettivamente morto facendo resistenza all'arresto fuori della sua casa. Nessuna indagine sulla sua morte è stata mai avviata.
Musāʿid aveva un altro figlio, Bandar, e una figlia, al-Jawhara. Ha avuto anche un altro figlio, ʿAbd al-Raḥmān, da un successivo matrimonio.

## Assassinio di re Fayṣal
Il 25 marzo 1975 suo figlio, Fayṣal, è andato al Palazzo Reale di Riyad, dove il re Fayṣal stava tenendo una majlis, un ricevimento pubblico. Egli si intromise nella delegazione kuwaitiana e si mise in fila per incontrare il re. Questi riconobbe il nipote e chinò la testa in avanti, in modo che il giovane Fayṣal potesse baciare la testa del re, in segno di rispetto. Il principe tirò fuori una pistola dalla sua tunica e sparò al re due colpi in testa. Il terzo colpo mancò il sovrano e l'omicida gettò via la pistola. Il Re cadde a terra e le guardie del corpo armate con spade e fucili mitragliatori arrestarono il principe. Il Re fu subito ricoverato in ospedale ma i medici non poterono salvarlo.
I primi rapporti descrissero il regicida come "mentalmente squilibrato". È stato trasferito in una prigione di Riyad e ritenuto sano di mente e processabile.  È stato riconosciuto colpevole di omicidio e alcune ore dopo il verdetto, fu pubblicamente decapitato a Riyāḍ. Il fratello dell'assassino, Bandar, è stato messo in carcere per un anno e poi rilasciato.

## Ultimi anni
Il principe Musāʿid non ha mai ricoperto posizioni amministrative di rilievo e, quindi, è stato accantonato per la designazione al trono. Il grave gesto del figlio, inoltre, avrebbe indebolito la sua posizione, anche se apparentemente non aveva mai avuto un ruolo di primo piano. A poco a poco ha perso la vista ad un occhio dopo la morte del suo primo figlio, Khālid. Ha vissuto una vita privata austera e viene ricordato come un uomo pio.

## Morte e funerale
Il 19 agosto 2013 la Casa Reale ha annunciato che il decesso del principe Musāʿid. Era il secondo figlio maggiore vivente di re ʿAbd al-ʿAzīz, preceduto solo dal principe Bandar bin Abd al-Aziz Al Sa'ud. Le preghiere funebri per il principe si sono tenute presso la moschea Imām Turkī bin ʿAbd Allāh a Riyāḍ il giorno successivo ed è stato dichiarato un periodo di lutto di tre giorni.